# اچ‌ام‌ای‌اس دومبا
اچ‌ام‌ای‌اس دومبا (به انگلیسی: HMAS Doomba) یک کشتی بود که طول آن ۲۳۱ فوت (۷۰ متر) بود. این کشتی در سال ۱۹۱۹ ساخته شد.